# Sosthène Duclaux
Jean-Sosthène-Edmond Duclaux, ou encore Sosthène Duclaux (né le 20 avril 1791 à Château-Gontier et mort le 3 novembre 1856) est un botaniste français.

## Biographie
Il est le fils de Jean-Laurent Duclaux, marchand orfèvre à Château-Gontier en 1790 et de Victoire Aimée Perrotin. Substitut du procureur royal près du tribunal de Chateau-Gontier, il a suivi pendant une quarantaine d'années des recherches botaniques. Il a mené ses études avec une science et une conscience qui le firent unanimement apprécier par les botanistes. Il herborise à Thouars en 1823.
Il est l'un des auteurs du Catalogue des plantes vasculaires de la Mayenne. Juge au Tribunal de Laval, il a visité le nord de l'Anjou, et a adressé fréquemment ses récoltes aussi rares à Jean-Pierre Guépin, auteur de la Flore de Maine-et-Loire.
Il a collaboré, avec MM. Eugène Boullier et Hippolyte Le Tissier (bibliothécaire de Laval), au Catalogue des plantes qui croissent spontanément dans le département de la Mayenne (Laval, 1838, in-12), réédité la même année en format in-8 
Il a légué à sa mort au Musée des Sciences de Laval l'herbier de Jean-Baptiste Mougeot et C. Nestler sur les plantes cryptogames des Vosges rhénanes et l'herbier de F.G. Kneiff et W. Maercker sur les mousses.

## Source partielle
- « Sosthène Duclaux », dans Alphonse-Victor Angot et Ferdinand Gaugain, Dictionnaire historique, topographique et biographique de la Mayenne, Laval, A. Goupil, 1900-1910 [détail des éditions] (BNF 34106789, présentation en ligne)